# T99
T99（ティー・ナインティナイン）は、ベルギーのハードコアテクノに関する制作ユニットである。作品数は少ないが、フーヴァーノイズを効果的に活用したハードコアテクノを提示したことで、大量のフォロワーが出現し、レイブを様変わりさせた。参加メンバーはニュービートのプロデューサーとして既に有名であった。このユニットの音楽を日本的に解釈すれば、ジュリアナ東京的なテクノの起源である。1991年5月にUKシングルチャートで14位に付いたレイブ曲「Anasthasia」でダンスミュージックの流行をハードコアテクノに移行させた。

## 概要
T99のメンバーは初め、この変名で3曲のソロをリリースしたパトリック・デ・メイヤーのみであったが、彼はOlivier Abbeloosがトラック「Anasthasia」に取り組んでいるのを聞いて、AbbeloosにT99名義としてリリースすることを提案した。
ベルギー出身であるT99の「Anasthasia」には、ベルギーのニュービートに特徴的な明瞭な低音や生音のサンプリングの多用とともに、以前のテクノにあまり見られないようなオケヒットの連打や複雑なブレイクビーツが全面的に使用されている。これらの特徴の複合は、従来のテクノと比較して圧倒的な迫力を持つ音の世界を実現し、以後のクラブ・ミュージックの流行がハードコアテクノに移行する切っ掛けを作った。T99による「Anasthasia」の発表は全世界に大きな衝撃を与え、この曲を参考にしたフォロワーが数多く活動を開始し、今日イメージされるようなレイブ音楽が全世界に広まって行った。T99が「Anasthasia」で作り出した歪んだオケヒットの高速なシーケンスのスタイルは、以後の数多くのレイヴ曲で聴かれるようになった。
その後、T99はパトリック・デ・メイヤーとOlivier Abbeloosの2人組構成となった。彼らは「Anasthasia」に似た、フォローアップ曲「Nocturne」で短期間の成功を獲得した。彼らの唯一のアルバムリリース「Children of Chaos 」は、不思議な言葉のパフォーマンス・アート作品とともに、ハードコアテクノからアンビエント・テクノまで網羅した17トラックが収録されている。彼らの音は、2 アンリミテッドとカイリー・ミノーグによってトラックでサンプリング使用されているを聞くことができる。
1990年代のハードコアテクノのムーブメントを最も先頭で牽引し続けた、2 アンリミテッドのメンバーの1人であるフィル・ワイルドはT99出身である。

## ディスコグラフィ
- Children of Chaos (1992年)

## 収録曲
1. "Intro"
2. "Catwalk"
3. "Anasthasia"
4. "Maximizor"
5. "After Beyond"
6. "Gardiac"
7. "The Parkers"
8. "Nocturne"
9. "Perspectivo"
10. "The Skydreamer"
11. "Dogwalk"
12. "the Equation"
13. "The Skydreamer Dreams on"
14. "Anasthasia (House Jam Mix)"
15. "Catwalk (12" Remix)"
16. "Revenge of the Gardian"
17. "Nocturne (6 O'Clock)"